# East and West Buckland
 (mai 2023).
East and West Buckland est une paroisse civile du Devon, située dans l'Angleterre du Sud-Ouest. 